# La Baleine de Dublin
La Baleine de Dublin (titre original : Green Shadows, White Whale ; littéralement Ombres vertes, baleine blanche) est un roman de l'écrivain américain Ray Bradbury paru en 1992 en langue anglaise.
Le roman relate de façon fictive un voyage de Ray Bradbury en Irlande dans les années 1953-1954, lors duquel il compte rédiger une adaptation au cinéma du roman Moby Dick de Herman Melville.

## Publication
- La Baleine de Dublin, Denoël, coll. Présences, 1993 ((en) Green Shadows, White Whale, 1992), trad. Hélène Collon  (ISBN 2207240576)